# Lepidodes pectinata
Lepidodes pectinata là một loài bướm đêm trong họ Erebidae.